# SMI Mid
A SMI Mid, sigla derivada de Swiss Market Index Midcap, é um índice de companhias suíças listadas na SIX Swiss Exchange.
Foi lançado no dia 31 de dezembro de 1999 com uma base de 1 000 pontos e é constituído pelas 30 empresas mais importantes logo a seguir às que integram o Swiss Market Index, e que são, deste modo, candidatas a integrar o índice principal.

## Composição
Após a revisão anual que se tornou efectiva no dia 18 de setembro de 2017, o índice SMI Mid é composto pelas seguintes empresas:
- ams
- Aryzta
- Bâloise
- Barry Callebaut
- Clariant
- DKSH
- Dormakaba
- Dufry
- Ems-Chemie
- Flughafen Zürich
- Galenica
- GAM
- Georg Fischer
- Helvetia Insurance
- Kuehne + Nagel
- Lindt & Sprüngli
- Logitech
- OC Oerlikon
- Partners Group
- PSP Swiss Property
- Schindler
- Sonova
- Straumann
- Sunrise
- Swatch
- Swiss Prime Site
- Temenos Group
- Vifor Pharma